# 香皮檫科
香皮檫科（Atherospermataceae）又名香皮茶科共有7属14种，全部生长在南半球，其中两种生长在智利南部，其余12种都生长在澳洲。
本科植物都是常绿乔木或灌木，有的品种的木材可用，叶较大。
种
- Atherosperma moschatum （生长在澳大利亚的塔斯马尼亚州、维多利亚州和新南威尔士州）
- Daphnandra micrantha （生长在澳大利亚的新南威尔士州）
- Daphnandra repandula （生长在澳大利亚的昆士兰州）
- Daphnandra apatela （生长在澳大利亚的昆士兰州和新南威尔士州）
- Daphnandra tenuipes （生长在澳大利亚的新南威尔士州）
- Doryphora aromatica 生长在澳大利亚的昆士兰州东北部）
- Doryphora sassafras （生长在澳大利亚的昆士兰州和新南威尔士州）
- Dryadodaphne novoguineensis （生长在新几内亚）
- Dryadodaphne crassa （生长在新几内亚）
- Dryadodaphne trachyphloia （生长在澳大利亚的昆士兰州）
- Laurelia novae-zelandiae （生长在新西兰）
- Laurelia sempervirens （生长在智利南部）
- Laureliopsis philippiana （生长在智利南部和阿根廷）
- Nemuaron vieillardii （生长在新喀里多尼亚）

1981年的克朗奎斯特分类法将其列入玉盘桂科，1998年根据基因亲缘关系分类的APG 分类法认为应该单独分出一科，列入樟目。